# 实变函数论

方波的傅立葉級數的前四項。傅立葉級數是實分析的一項重要工具

實分析，也称为實數分析、实变函数论（英語：Real analysis），是處理實數及实函数的數學分析。專門研究實數函數及數列的解析特性，包括實數數列的極限，實函數的微分及積分、連續性、光滑性以及其他相關性質。
實分析常以基礎集合論，函數概念定義等等開始。

## 內容

### 實數的構造
有許多種將實數定義為有序域的方式。合成的作法會提供許多實數的公理，將實數變成完備有序域。在一般集合论的公理下，可以證明這些公理都是明確的，也就是說有一個公理的模型，任兩個模型都是同构的。這些模型中需要有一個有明確的定義，而大部份的模型都可以用實數為有序域時的基本性質來得到。

### 實數的有序性
實數有許多重要的特性是和數學中格的定義有關，這些性質也是複數所沒有的。其中最重要的是，實數形成有序域，實數的有序滿足反對稱性、傳遞性及完全性，屬於全序关系，而且實數有最小上界性。實數中的偏序关系帶來了實變分析中許多重要的定理，例如单调收敛定理、介值定理及中值定理。
在實變分析中這些定理只針對實數，不過許多的結果可以應用在其他的数学对象。特別是許多泛函分析及算子理論中的概念是來自實數中概念的擴展，這類的擴展包括里斯空間及正算子的理論。也有數學家考慮複數數列的實部及虛部，例如算子數列的逐點評估。

### 序列
序列是一個定義域為可數全序集合的函数，多半會讓定義域是自然數或是所有整數。例如，一個實數的序列為以下定義的映射{\displaystyle a:\mathbb {N} \to \mathbb {R} ,\ n\mapsto a_{n}}，常會表示為{\displaystyle (a_{n})=(a_{n})_{n\in \mathbb {N} }=(a_{1},a_{2},a_{3},\cdots )}。若一序列會慢慢的接近一個极限（也就是存在{\textstyle \lim _{n\to \infty }a_{n}} ），稱此序列為收斂，否則則稱此序列為發散。

### 極限
極限是指函数或序列在其輸入接近一定值時，其輸出數值所接近的特定定值。極限是微积分学及廣義数学分析的基礎，連續函數、导数及积分也是利用極限來定義。

### 連續函數
若函数的輸入及輸出值都是实数，可以表示成笛卡儿坐标系上的图形。粗略來說，若函数图形是一條連續未分割的曲线，其中沒有「洞」或是「斷點」，函數即為連續函數。
針對上述粗略的定義，在數學上有許多嚴謹的定義。這些定義彼此是等价的，因此會用最簡單而方便的定義來確認一個函數是否是連續，在以下的定義中
{\displaystyle f\colon I\rightarrow \mathbf {R} .}
是一個定義在實數{\displaystyle {\boldsymbol {R}}}以內子集的函數，子集{\displaystyle I}稱為函數{\displaystyle f}的定義域。子集{\displaystyle I}的一些可能選擇包括{\displaystyle I={\boldsymbol {R}}}（所有實數）、以下的開區間
{\displaystyle I=(a,b)=\{x\in \mathbf {R} \,|\,a<x<b\},}
或閉區間
{\displaystyle I=[a,b]=\{x\in \mathbf {R} \,|\,a\leq x\leq b\}.}
因此{\displaystyle a}及{\displaystyle b}是實數。
一致连续是連續函數中，比連續函數更強的性質。若X和Y是實數子集，函數{\displaystyle f:X\rightarrow Y}為一致连续的條件是針對所有大於0的實數{\displaystyle \varepsilon }，存在一實數{\displaystyle \delta >0}，使得針對所有的{\displaystyle x,y\in X,\left\vert x-y\right\vert <\delta }即表示{\displaystyle \implies \left\vert f(x)-f(y)\right\vert <\varepsilon }。
一致连续和每一點連续的差異在一致连续時，{\displaystyle \delta }值只和{\displaystyle \varepsilon }值有關，和該值在定義域中的位置無關。一般情況下，連續不意味著均勻連續。

### 級數
給定一無窮序列 {\displaystyle (a_{n})}，即可定義相關的級數為{\textstyle a_{1}+a_{2}+a_{3}+\cdots =\sum _{n\in \mathbb {N} }a_{n}}，有時會簡稱為{\textstyle \sum a_{n}}。級數的部份和{\textstyle \sum a_{n}}為{\textstyle s_{n}=\sum _{j=1}^{n}a_{j}}。級數{\textstyle \sum a_{n}}收斂的條件是部份和的數列{\displaystyle (s_{n})}收斂，否則級數即稱為發散。收斂級數的和{\textstyle s=\sum _{n=1}^{\infty }a_{n}}定義為{\textstyle s=\lim _{n\to \infty }s_{n}}.
等比数列的和就是一個收斂級數，也是芝诺悖论的基礎：
{\displaystyle \sum _{n=1}^{\infty }{\frac {1}{2^{n}}}={\frac {1}{2}}+{\frac {1}{4}}+{\frac {1}{8}}+\cdots =1}.
以下的調和級數即為發散級數：
{\displaystyle \sum _{n=1}^{\infty }{\frac {1}{n}}=1+{\frac {1}{2}}+{\frac {1}{3}}+\cdots =\infty }.
（此處“{\displaystyle =\infty }”不是嚴謹的表示方式，只是表示部份和會無限制地増長）

### 微分
函數{\displaystyle f}在{\displaystyle a}位置的導數為以下的函數極限
{\displaystyle f'(a)=\lim _{h\to 0}{\frac {f(a+h)-f(a)}{h}}}
若導數在所有位置都存在，稱函數為可微分，可以再繼續計算函數的高階導數。
也可以將函數依其微分分類來區分。分類{\displaystyle C^{0}}包括所有連續函數，分類{\displaystyle C^{1}}包括所有導數連續的可微函数，這類函數稱為「連續可微」。分類{\displaystyle C^{1}}是指其導數在分類{\displaystyle C^{1}}中的函數。一般來說，分類{\displaystyle C^{k}}可以用递归方式定義，定義方式是宣告分類{\displaystyle C^{0}}是所有的連續函數，而分類{\displaystyle C^{k}}（{\displaystyle k}為正整數）是所有可微，而且其導數為{\displaystyle C^{k-1}}的函數。而分類{\displaystyle C^{k}}包括在分類{\displaystyle C^{k-1}}中，對所有的正整數{\displaystyle k}都成立。分類{\displaystyle C^{\infty }}是所有{\displaystyle C^{k}}的交集，其中{\displaystyle k}為所有的非負整數。{\displaystyle C^{\omega }}包括所有的解析函数，是分類{\displaystyle C^{\infty }}的嚴格子集。

### 積分

#### 黎曼積分
黎曼積分定義函數的黎曼和，對應為一個區間內的標記分區（tagged partitions）。令{\displaystyle [a,b]}為實數下的封閉區間，則在區間{\displaystyle [a,b]}內的標記分區為有限數列
{\displaystyle a=x_{0}\leq t_{1}\leq x_{1}\leq t_{2}\leq x_{2}\leq \cdots \leq x_{n-1}\leq t_{n}\leq x_{n}=b.\,\!}
將區間{\displaystyle [a,b]}分隔為{\displaystyle n}個下標為{\displaystyle i}子區間{\displaystyle [x_{i-1},x_{i}]}，每一個用不同的點{\displaystyle t_{i}\in [x_{i-1},x_{i}]}來標記。函數f對應標記分區的黎曼和定義為
{\displaystyle \sum _{i=1}^{n}f(t_{i})\Delta _{i};}
則和的每一項都是長方形的面積，其高為函數在給定子區間內，標示點的數值，寬和子區間的寬相等。令{\displaystyle \Delta _{i}=x_{i}-x_{i-1}}為子區間{\displaystyle i}的寬，則標記分區的網格為長子區間中最寬區間的寬度{\displaystyle \mathrm {max} _{i=1\ldots n}\Delta _{i}}。函數{\displaystyle f}在區間{\displaystyle [a,b]}內的黎曼積分等於{\displaystyle S}若：
對所有{\displaystyle \varepsilon >0}，存在{\displaystyle \delta >0}使得，對於任何有標示，且網格小於{\displaystyle \delta }的區間{\displaystyle [a,b]}，以下的式子成立
{\displaystyle \left|S-\sum _{i=1}^{n}f(t_{i})\Delta _{i}\right|<\varepsilon .}
若選定的標示都是每個區間內函數的最大值（或最小值），黎曼積分就會成為上（或下）达布和，因此黎曼積分和达布积分有緊密的關係。

#### 勒貝格積分
勒貝格積分是一種積分概念，可以將積分延伸到更大範圍的函數，同時也拓展函數的定义域。

### 分布
分布或是广义函数是一種將函数擴展後產生的概念。透過分布可以針對一些在傳統定義下其導數不存在的函數進行微分（例如单位阶跃函数）。而任何局部可积函数都一定會有广义函数下的導數。

### 和複變分析的關係
实变函数论是数学分析的一部份，探討像數列及其極限、連續性、函數的导数及积分。實變分析專注在实数，多半會包括正負無窮大以形成擴展實軸。實變分析和研究复数對應性質的複分析緊密相關。在複分析中，很自然的會對全純函數定義导数，全純函數有許多有用的性質，包括多次可微、可以用幂级数表示，而且滿足柯西積分公式。
實變分析中也很自然的去考慮可微、光滑函數或调和函数，這些也常常用到，不過仍少了一些複變中全純函數中有力的性質。而且代数基本定理若以複數表示時會比較簡單。
複變中解析函数理論的技巧也可以用在實變分析，例如應用留数定理來計算實變函數的定積分。

## 重要結果
實分析的重要結果包括波爾查諾－魏爾斯特拉斯定理、海涅－博雷尔定理、介值定理、中值定理、微积分基本定理及单调收敛定理。
實分析的許多概念可以擴展到廣義的度量空间，包括巴拿赫空间及希尔伯特空间。